# Sabacon pauperoserratus
Espèce
Sabacon pauperoserratus est une espèce d'opilions dyspnois de la famille des Sabaconidae.

## Distribution
Cette espèce est endémique du Shaanxi en Chine. Elle se rencontre sur le versant Sud du mont Taibai.

## Description
Le mâle holotype mesure 1,4 mm.

## Systématique et taxinomie
Cette espèce a été décrite par Martens en 2015.

## Publication originale
- Martens, 2015 : « Sabacon Simon, 1879 in the Palaearctic: A survey of new and known species from France, Nepal, India, China, Russia and Japan (Arachnida: Opiliones: Sabaconidae). » Biodiversität und Naturausstattung im Himalaya V, Naturkundemuseum, Erfurt, p. 167–210.